# Topomyia nigra
Topomyia nigra är en tvåvingeart som beskrevs av George Frederick Leicester 1908. Topomyia nigra ingår i släktet Topomyia och familjen stickmyggor. Inga underarter finns listade i Catalogue of Life.